# Força Aérea do Quénia
A Força Aérea do Quénia (FAK) é o ramo de serviço da República do Quénia responsável pelo combate aéreo.

## História
A Força Aérea do Quénia foi criada em 1 de junho de 1964, logo após a independência do país, com o apoio do Reino Unido.
Ex-aeronaves incluem o de Havilland Canada Chipmunks e Beavers (desde 1974), seis Hawker Hunters (comprados da RAF, em operação de 1974-79), seis BAC Strikemaster (em operação a partir de 1971, e 12 BAE Systems Hawk entregues em 1980. Todos estas aeronaves já foram retiradas.
A partir de 1979-1982 o Presidente Daniel arap Moi passou a adquirir caças Northrop F-5 para escoltar o seus voos presidências para fora do país; mais tarde comentaristas apontaram que não houve ameaça que justifica o desperdício de combustível e as complexas exigências da missão de escolta.
Depois de uma tentativa de golpe de estado por um grupo de oficiais da Força Aérea em 1 de agosto de 1982, a Força Aérea foi dissolvida. Em 1982 a Força aérea foi reconstituída a partir do domínio do exército,e em 1994 a Força Aérea Queniana recuperou a sua independência.
Em 10 de abril de 2006, um Harbin Y-12 caiu perto de Marsabit, com 17 pessoas a bordo, dos quais 14 morreram. Este voo carregava vários políticos, entre eles Bonaya Godana, um ex-ministro, estava entre as vítimas. O piloto em comando foi o Major David Njoroge.
Desde 1978, o F-5 tem sido o principal caça de defesa aérea. Um total de 29 foram entregues; 12 F-5E E 2 F-5F dos EUA, e 10 F-5E,3 F-5EM E 2 F-5F anteriormente em serviço com a Força Aérea Real da Jordânia. Houve controvérsia sobre a compra dos F-5 da Jordânia, que foram enviados para o Quénia e montados localmente, atualmente, um grupo de F-5 está em processo de atualização(10 F-5E, 2 F-5F, e 3 F-5EM vindos da Jordânia).

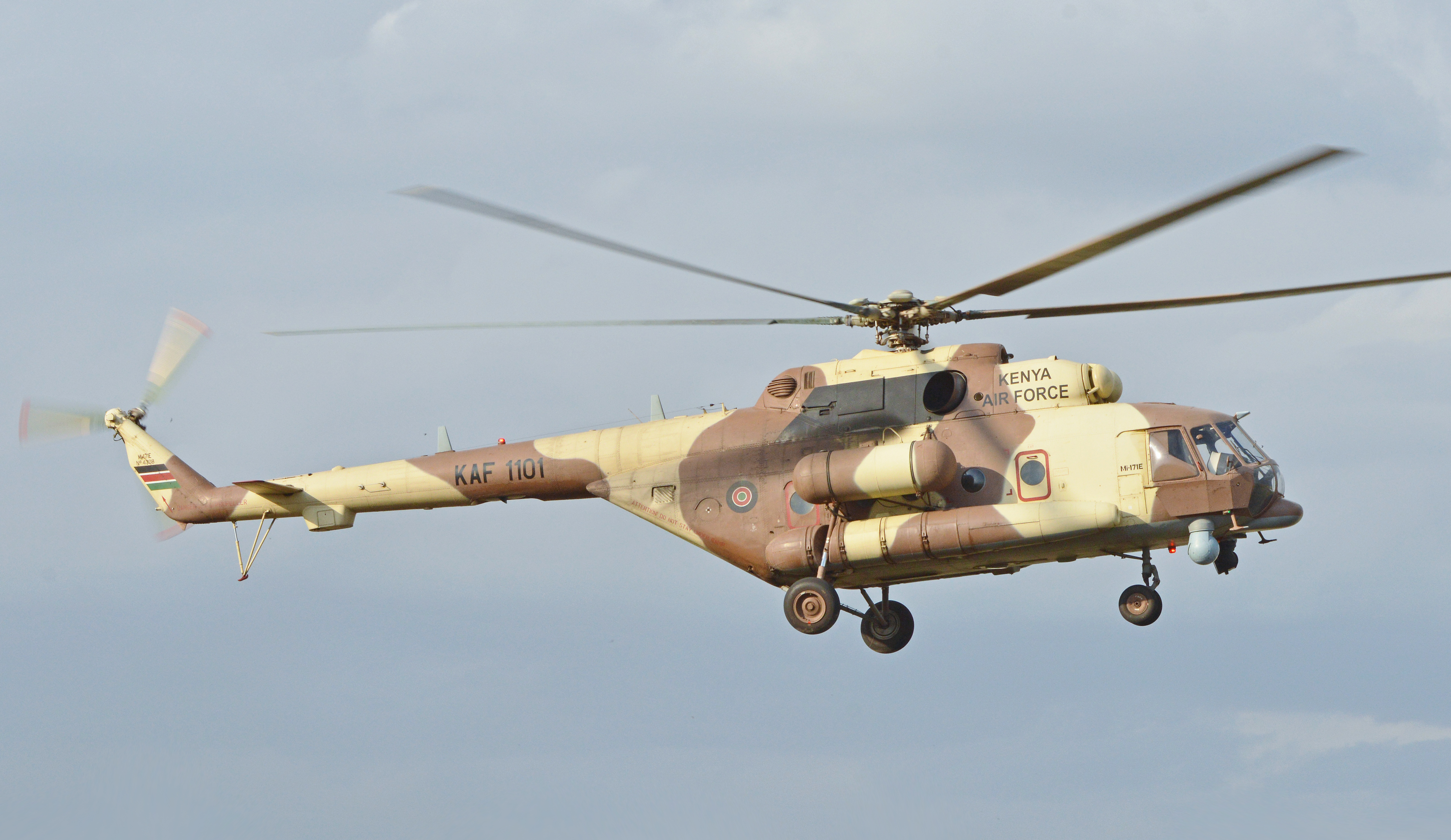
Um Mil Mi-171E no aeroporto de Wilson

## Aeronaves

### Efetivo atual

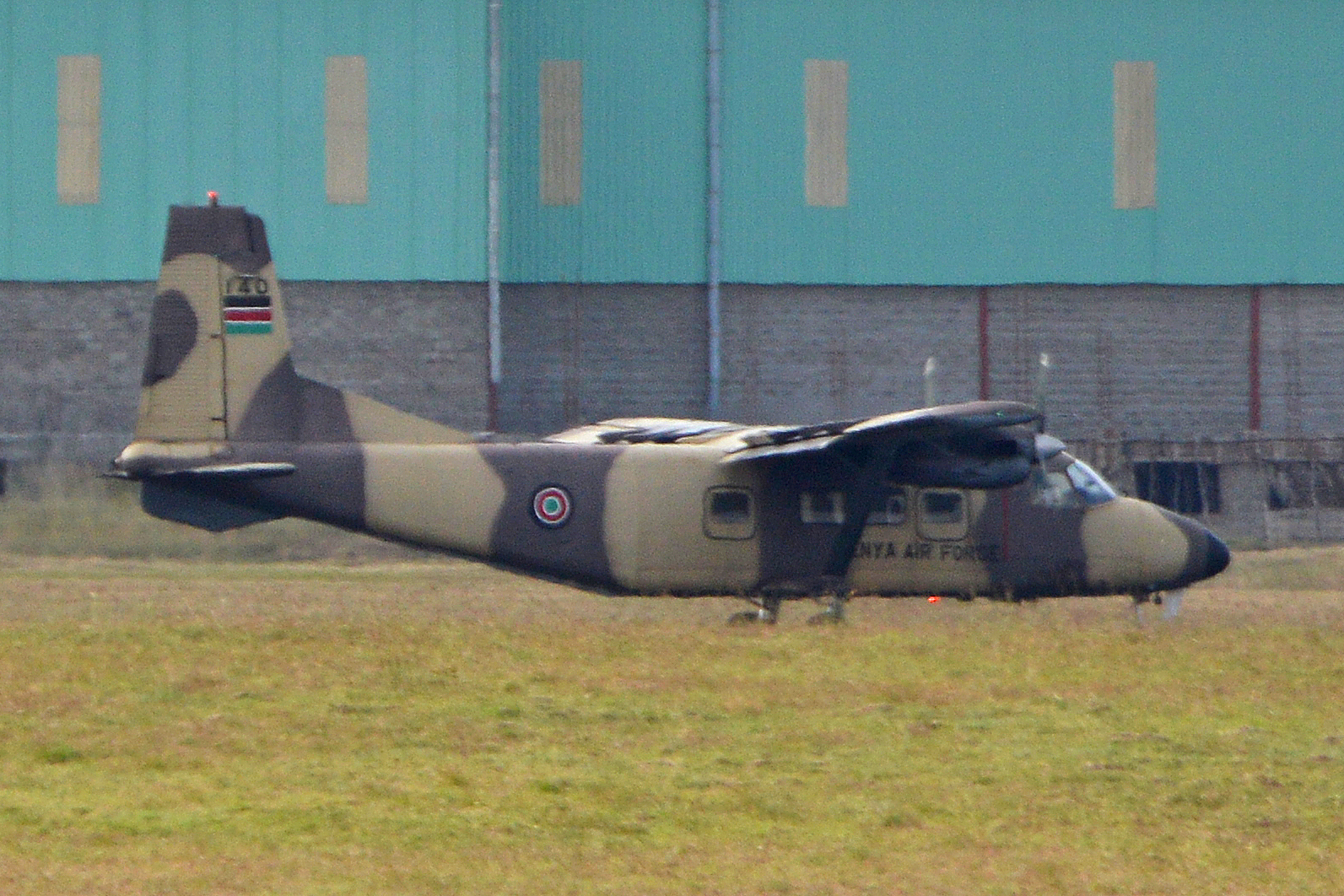
Um Queniano Y-12

| Aeronave                 | Origem         | Tipo                  | Quantidade |      |
| Caça                     | Caça           | Caça                  | Caça       | Caça |
| ------------------------ | -------------- | --------------------- | ---------- | ---- |
| Northrop F-5             | Estados Unidos | Caça                  | 17         |      |
| Reconhecimento           |                |                       |            |      |
| Cessna 208               | Estados Unidos | Reconhecimento        |            |      |
| Transporte               |                |                       |            |      |
| Harbin Y-12              | China          | Transporte            |            |      |
| Antonov An-28            | Polonia        | Transporte            |            |      |
| DHC-5 Buffalo            | Canada         | Transporte            |            |      |
| C-27J Spartan            | Italia         | Transporte            |            |      |
| Bombardier Dash 8        | Canada         | VIP                   |            |      |
| Helicopteros             |                |                       |            |      |
| Bell UH-1                | Estados Unidos | Utilidade             | 8          |      |
| Bell AH-1                | Estados Unidos | Ataque                | 2          |      |
| Mil Mi-17                | Russia         | Transporte            | 2          |      |
| Harbin Z-9               | China          | Utilidade             |            |      |
| SA 330 Puma              | França         | Utilidade/ Transporte |            |      |
| MD 500 Defender          | Estados Unidos | Ataque                | 40         |      |
| Aeronaves de Treinamento |                |                       |            |      |
| Northrop F-5             | Estados Unidos | Treinamento           | 4          |      |
| Short Tucano             | Reino Unido    | Treinamento           | 12         |      |
| Grob G 120               | Alemanha       | Treinamento           | 6          |      |
| Bulldog T1               | Reino Unido    | Treinamento           |            |      |